# 新鬚鯨科
新鬚鯨科（学名：Neobalaenidae）为偶蹄目的一个科。

## 下级分类
本科包括以下属：
- 小露脊鲸属 Caperea Gray, 1864
- 中新小露脊鲸属 Miocaperea Bisconti, 2012
  - Miocaperea pulchra Bisconti, 2012[2]